# Mimodystasia mjoebergi
Mimodystasia mjoebergi är en skalbaggsart som beskrevs av Stefan von Breuning 1956. Mimodystasia mjoebergi ingår i släktet Mimodystasia och familjen långhorningar.
Artens utbredningsområde är Sarawak. Inga underarter finns listade i Catalogue of Life.